# Canton d'Évaux-les-Bains
Le canton d'Évaux-les-Bains est une circonscription électorale française située dans le département de la Creuse et la région Nouvelle-Aquitaine.
À la suite du redécoupage cantonal de 2014, les limites territoriales du canton sont remaniées. Le nombre de communes du canton passe de 8 à 17.

## Histoire
Un nouveau découpage territorial de la Creuse entre en vigueur à l'occasion des élections départementales de mars 2015, défini par le décret du 17 février 2014, en application des lois du 17 mai 2013 (loi organique 2013-402 et loi 2013-403). Les conseillers départementaux sont, à compter de ces élections, élus au scrutin majoritaire binominal mixte. Les électeurs de chaque canton élisent au Conseil départemental, nouvelle appellation du Conseil général, deux membres de sexe différent, qui se présentent en binôme de candidats. Les conseillers départementaux sont élus pour 6 ans au scrutin binominal majoritaire à deux tours, l'accès au second tour nécessitant 12,5 % des inscrits au 1er tour. En outre la totalité des conseillers départementaux est renouvelée. Ce nouveau mode de scrutin nécessite un redécoupage des cantons dont le nombre est divisé par deux avec arrondi à l'unité impaire supérieure si ce nombre n'est pas entier impair, assorti de conditions de seuils minimaux. Dans la Creuse, le nombre de cantons passe ainsi de 27 à 15. Le nombre de communes du canton d'Évaux-les-Bains passe de 8 à 17.
Le nouveau canton d'Évaux-les-Bains est formé de communes des anciens cantons d'Évaux-les-Bains (7 communes), de Chambon-sur-Voueize (9 communes) et de Dun-le-Palestel (1 commune). Le territoire du canton est entièrement inclus dans l'arrondissement d'Aubusson. Le bureau centralisateur est situé à Évaux-les-Bains.

## Géographie
Ce canton est organisé autour d'Évaux-les-Bains dans l'arrondissement d'Aubusson. Son altitude varie de 292 m (Évaux-les-Bains) à 690 m (Arfeuille-Châtain) pour une altitude moyenne de 488 m.

## Représentation

### Conseillers généraux de 1833 à 2015
| Période                                  | Période      | Identité                                | Étiquette            | Qualité |
| ---------------------------------------- | ------------ | --------------------------------------- | -------------------- | --- |
| 1833                                     | 1848         | Jean-François Barraud-Richemont         |                      | Notaire, maire d'Évaux (1830-1848)                                                                               |
| 1848                                     | 1852         | M. Lépine                               | Républicain          | Propriétaire à Évaux, ancien percepteur (révoqué)                                                                |
| 1852                                     | 1870         | M. Picaud                               |                      | Notaire, juge de paix à Évaux                                                                                    |
| 1870                                     | 1882 (décès) | Armand Fourot                           | Gauche républicaine  | Propriétaire-agriculteur Maire d'Évaux Député (1876-1882)                                                        |
| 1882                                     | 1895         | Henri Bona                              |                      | Docteur en médecine Maire d'Évaux (1882-1892)                                                                    |
| 1895                                     | 1933 (décès) | Henri Thonier                           | RG                   | Maire d'Évaux (1892-1933)                                                                                        |
| 1934                                     | 1937         | Ferdinand Galland                       | PRS                  | Négociant, adjoint au maire de Fontanières                                                                       |
| 1937                                     | 1940         | Marcel Conchon                          | Rad.                 | Entrepreneur |
|                                          |              |                                         |                      | |
| 1942                                     | 1945         | Pierre de Bouchaud de Bussy (1869-1953) |                      | Colonel - Maire d'Évaux Nommé conseiller départemental en 1942                                                   |
|                                          |              |                                         |                      | |
| 1945                                     | 1951         | Antoine Bonnichon                       | PCF                  | |
| 1951                                     | 1958         | Jules Parry                             | SFIO                 | Cultivateur à Saint-Priest                                                                                       |
| 1958                                     | 1964         | Adrien Lorival (1899-1970)              | Rad.                 | Maçon à La Bussière, Evaux-les-Bains                                                                             |
| 1964                                     | 2001         | Serge Cléret (1935-2002)                | PSU puis PS puis UDF | Instituteur, professeur puis principal de collège, puis conseiller financier Maire d'Évaux-les-Bains (1965-2001) |
| 2001                                     | 2015         | François Radigon                        | DVG                  | Médecin généraliste Ancien conseiller municipal d'Évaux-les-Bains                                                |
| Les données manquantes sont à compléter. |              |                                         |                      | |

### Conseillers d'arrondissement (de 1833 à 1940)
| Période                                  | Période | Identité               | Étiquette               | Qualité |
| ---------------------------------------- | ------- | ---------------------- | ----------------------- | --- |
| 1833                                     | 1848    | Jean Michaud           |                         | Notaire à Évaux                                                                                             |
|                                          |         |                        |                         | |
| 1898                                     |         | Pierre Marien dit Cazy |                         | Adjoint au maire d'Évaux                                                                                    |
|                                          |         |                        |                         | |
| 1922                                     |         | M. Lebreton            | Républicain             | |
|                                          |         |                        |                         | |
|                                          | 1940    | M. Guillot             | Républicain indépendant | |
| 1940                                     |         |                        |                         | Les conseils d'arrondissement ont été suspendus par la loi du 12 octobre 1940 et n'ont jamais été réactivés |
| Les données manquantes sont à compléter. |         |                        |                         | |

### Conseillers départementaux après 2015
| Période élective | Période élective | Mandat | Mandat   | Identité             | Nuance | Nuance | Qualité |
| ---------------- | ---------------- | ------ | -------- | -------------------- | ------ | ------ | --- |
| 2015             | 2021             | 2015   | 2021     | Nicolas Simonnet     |        | LR     | Cadre, maire de Nouhant Conseiller général du canton de Chambon-sur-Voueize (2011-2015) Vice-président du Conseil départemental chargé du développement économique, de l'agriculture, des services et du tourisme |
| 2015             | 2021             | 2015   | 2021     | Marie-Thérèse Vialle |        | LR     | Agent général en retraite Première adjointe au maire d'Évaux-les-Bains |
| 2021             | 2028             | 2021   | en cours | Nicolas Simonnet     |        | LR     | Conseiller sortant |
| 2021             | 2028             | 2021   | en cours | Marie-Thérèse Vialle |        | LR     | Conseillère sortante, 8ème Vice-Présidente chargée de l'autonomie |

### Résultats détaillés

#### Élections de mars 2015
Lors des élections départementales de 2015, le binôme composé de Nicolas Simonnet et Marie-Thérèse Vialle (Union de la Droite) est élu au 1er tour avec 54,23 % des suffrages exprimés, devant le binôme composé de Olivia Bertrandie et Claude Debouche (DVG) (28,76 %). Le taux de participation est de 62,37 % (3 096 votants sur 4 964 inscrits) contre 58,65 % au niveau départementalet 50,17 % au niveau national.

#### Élections de juin 2021
Le premier tour des élections départementales de 2021 est marqué par un très faible taux de participation (33,26 % au niveau national). Dans le canton d'Évaux-les-Bains, ce taux de participation est de 46,57 % (2 168 votants sur 4 655 inscrits) contre 39,51 % au niveau départemental. À l'issue de ce premier tour, le binôme constitué de Nicolas Simonnet et Marie-Thérèse Vialle (DVD , 65 %), est élu avec 65 % des suffrages exprimés.

## Composition

### Composition avant 2015
Le canton d'Évaux-les-Bains regroupait huit communes.
| Nom                         | Code Insee | Codepostal | Superficie (km2) | Population (dernière pop. légale) | Densité (hab./km2) |
| --------------------------- | ---------- | ---------- | ---------------- | --------------------------------- | ------------------ |
| Évaux-les-Bains (chef-lieu) | 23076      | 23110      | 45,55            | 1 415 (2012)                      | 31                 |
| Arfeuille-Châtain           | 23005      | 23700      | 20,50            | 193 (2012)                        | 9,4                |
| Chambonchard                | 23046      | 23110      | 12,86            | 86 (2012)                         | 6,7                |
| Fontanières                 | 23083      | 23110      | 15,91            | 258 (2012)                        | 16                 |
| Reterre                     | 23160      | 23110      | 17,54            | 298 (2012)                        | 17                 |
| Sannat                      | 23167      | 23110      | 34,00            | 396 (2012)                        | 12                 |
| Saint-Julien-la-Genête      | 23203      | 23110      | 11,91            | 238 (2012)                        | 20                 |
| Saint-Priest                | 23234      | 23110      | 22,34            | 160 (2012)                        | 7,2                |

### Composition à partir de 2015
Le nouveau canton d'Évaux-les-Bains comprend dix-sept communes entières.
| Nom                                     | Code Insee | Intercommunalité                     | Superficie (km2) | Population (dernière pop. légale) | Densité (hab./km2) | Modifier                                    |
| --------------------------------------- | ---------- | ------------------------------------ | ---------------- | --------------------------------- | ------------------ | ------------------------------------------- |
| Évaux-les-Bains (bureau centralisateur) | 23076      | CC Creuse Confluence                 | 45,55            | 1 285 (2022)                      | 28                 | modifier les données · modifier les données |
| Arfeuille-Châtain                       | 23005      | CC Marche et Combraille en Aquitaine | 20,50            | 196 (2022)                        | 9,6                | modifier les données · modifier les données |
| Auge                                    | 23009      | CC Creuse Confluence                 | 9,97             | 92 (2022)                         | 9,2                | modifier les données · modifier les données |
| Budelière                               | 23035      | CC Creuse Confluence                 | 25,07            | 713 (2022)                        | 28                 | modifier les données · modifier les données |
| Chambon-sur-Voueize                     | 23045      | CC Creuse Confluence                 | 33,58            | 827 (2022)                        | 25                 | modifier les données · modifier les données |
| Chambonchard                            | 23046      | CC Creuse Confluence                 | 12,86            | 79 (2022)                         | 6,1                | modifier les données · modifier les données |
| Fontanières                             | 23083      | CC Marche et Combraille en Aquitaine | 15,91            | 255 (2022)                        | 16                 | modifier les données · modifier les données |
| Lépaud                                  | 23106      | CC Creuse Confluence                 | 24,12            | 371 (2022)                        | 15                 | modifier les données · modifier les données |
| Lussat                                  | 23114      | CC Creuse Confluence                 | 46,86            | 409 (2022)                        | 8,7                | modifier les données · modifier les données |
| Nouhant                                 | 23145      | CC Creuse Confluence                 | 25,75            | 301 (2022)                        | 12                 | modifier les données · modifier les données |
| Reterre                                 | 23160      | CC Marche et Combraille en Aquitaine | 17,54            | 262 (2022)                        | 15                 | modifier les données · modifier les données |
| Saint-Julien-la-Genête                  | 23203      | CC Creuse Confluence                 | 11,91            | 218 (2022)                        | 18                 | modifier les données · modifier les données |
| Saint-Priest                            | 23234      | CC Marche et Combraille en Aquitaine | 22,34            | 150 (2022)                        | 6,7                | modifier les données · modifier les données |
| Sannat                                  | 23167      | CC Marche et Combraille en Aquitaine | 34,00            | 347 (2022)                        | 10                 | modifier les données · modifier les données |
| Tardes                                  | 23251      | CC Creuse Confluence                 | 21,40            | 119 (2022)                        | 5,6                | modifier les données · modifier les données |
| Verneiges                               | 23259      | CC Creuse Confluence                 | 7,59             | 124 (2022)                        | 16                 | modifier les données · modifier les données |
| Viersat                                 | 23261      | CC Creuse Confluence                 | 29,09            | 281 (2022)                        | 9,7                | modifier les données · modifier les données |
| Canton d'Évaux-les-Bains                | 2308       |                                      | 404,04           | 6 029 (2022)                      | 15                 | modifier les données                        |

## Démographie

### Démographie avant 2015
| 1962  | 1968  | 1975  | 1982  | 1990  | 1999  | 2006  | 2011  | 2012  |
| ----- | ----- | ----- | ----- | ----- | ----- | ----- | ----- | ----- |
| 4 785 | 4 393 | 3 986 | 3 711 | 3 516 | 3 150 | 3 178 | 3 083 | 3 044 |

### Démographie depuis 2015
En 2022, le canton comptait 6 029 habitants, en évolution de −4,68 % par rapport à 2016 (Creuse : −3,32 %, France hors Mayotte : +2,11 %).
| 2013  | 2018  | 2022  |
| ----- | ----- | ----- |
| 6 545 | 6 173 | 6 029 |